# La Chapelle-Palluau
La Chapelle-Palluau är en kommun i departementet Vendée i regionen Pays de la Loire i västra Frankrike. Kommunen ligger i kantonen Palluau som tillhör arrondissementet Les Sables-d'Olonne. År 2022 hade La Chapelle-Palluau 1 108 invånare.

## Befolkningsutveckling
Antalet invånare i kommunen La Chapelle-Palluau
| Referens: INSEE |